# 高遠 (歌手)
高遠（1981年8月16日—），香港男歌手，籍貫上海，現為英皇娛樂集團有限公司旗下藝人。他是無綫電視與英皇娛樂合辦的英皇新秀歌唱大賽2006年金咪大獎的得主，亦是2006年參加TVB8全球华人新秀歌唱大赛亚军及完美音色大奖得主。他爲英皇08年度亞洲重點新人，主要在 中華民國，中國大陸，新馬等國語地區演唱。
進軍樂壇首張個人國語專輯《好朋友》，2007年12月全亞洲同步發行。

## 教育背景
- 上海復旦大學
- The University of Hong Kong － M.D., Ph.D.[來源請求][1][2]

## 所獲獎項
- 英皇新秀歌唱大賽2006——冠軍，金咪大獎[來源請求]
- 2006年TVB8全球华人新秀歌唱大赛——亚军, 完美音色大奖[來源請求]
- 2007年 9+2音樂先鋒榜年度《最佳先鋒新人獎》[來源請求]
- 2007年 9+2音樂先鋒榜《年度十大金曲獎》[來源請求]
- 2008年 新城国语力《新城国语新势力歌手》[來源請求]
- 2008年 音乐先锋榜《年度乐坛进步大奖》[來源請求]

## 發行專輯
- 2007年12月11日 《好朋友》（中国版）
- 2008年3月19日 《好朋友》（香港版）

## 演唱會
- 2008年:真的漢子林子祥廣州演唱會
- 2008年:音乐先锋榜群英会佛山演唱会

## 外部連結
- 英皇新人高远携专辑《好朋友》《中國雅虎访谈》2008年1月10日